# Godofredo de Beaulieu
Godofredo de Beaulieu, de Évreux, na Normandia, foi um biógrafo francês que morreu no final do século XIII.
De família nobre, nada se sabe da infância deste frade da Ordem Dominicana. Tendo-se tornado confessor de Luís IX de França, inspirou nele uma confiança tão duradoura que, encontrando-se chefe do clero em torno do rei, pôde, melhor do que ninguém, reunir o material necessário para se tornar o historiador de seu mestre real.
O manuscrito de A Vida de São Luís, que foi mandado escrever pelo Papa Gregório X, foi conservado por vários séculos na biblioteca da ordem dominicana em Évreux, antes de ser publicado em 1617 com a obra de João de Joinville.